# Shopping (1994)
Shopping ist ein Action-Drama und das Spielfilmdebüt des Regisseurs Paul W. S. Anderson aus dem Jahre 1994.

## Handlung
Jo und Billy sind ein junges Paar, die sich mit Joyriding (Fahren mit gestohlenen Autos) und Ram-raiding (Fahren schwerer Fahrzeuge in Juweliergeschäfte oder Kaufhäuser mit anschließendem Raub) die Zeit vertreiben. Der Hehler Tommy möchte Billy für sich gewinnen, jedoch ist Billy nicht interessiert. Er wird von seinen Eltern vor die Tür gesetzt und campiert nun in einem Wohnwagen. Nachdem Billy und Jo in ein Kaufhaus eingebrochen sind, randalieren sie nur, was Tommy in Rage versetzt, der das Kaufhaus für sich beansprucht und ausrauben wollte. Zur Warnung lässt er Billys Wohnwagen zerstören. In Jo beginnt ein Umdenkprozess und sie möchte Billy überreden, aus der Szene auszusteigen. Billy jedoch möchte ein letztes Mal ein Zeichen setzen und ein Einkaufscenter überfallen. Da die Polizei jedoch von Tommy informiert wurde, wird der Überfall ausgebremst. Bei einer Flucht überschlägt sich das Auto und Jo und Billy bleiben verblutend zurück.

## Hintergrund
Es war die erste Hauptrolle für Jude Law, der am Set seine Filmpartnerin und zukünftige Ehefrau Sadie Frost kennenlernte.
Der Film spielt unter anderem im Trellick Tower in der Golborne Road in London.

## Soundtrack
- The Sabres of Paradise – Theme
- Smith & Mighty – Drowning Man
- The Disposable Heroes of Hiphoprisy – Water Pistol Man
- Senser – No Comply
- Stereo MCs – Wake Up
- Barrington Pheloung – Hunters and Hunted
- James vs The Sabres of Paradise – Honest Joe (Spaghetti Steamhammer Mix)
- Credit to the Nation – Call It What You Want
- Kaliphz – Vibe da Joint
- Utah Saints – I Still Think of You
- Wool – The Witch
- Perfecto – Rise
- One Dove – Why Don’t You Take Me
- Barrington Pheloung – Billys Theme
- Shakespears Sister – Waiting
- Barrington Pheloung – Climb Down to Crash
- Orbital – Crash and Carry (a.k.a. The Meet)
- Salt-n-Pepa – Heaven or Hell
- EMF – Don’t Look Back
- Barrington Pheloung – Tread the Thin Line

## Kritik
„Ein Milieu-Thriller über materialistische Punker der ‚Generation X‘. Das actionreiche Porträt Londoner ‚Crash-Kids‘ ist das Spielfilmdebüt des früheren Werbefilmers Paul Anderson. Bemerkenswert: Pop-Ikone Marianne Faithfull in einer Nebenrolle.“

„Das ebenso furiose wie inhaltsleere Kinodebüt des Regisseurs Paul Anderson.“